# لي موران (ممثل)
لي موران (بالإنجليزية: Lee Moran)‏ هو كاتب سيناريو ومخرج وممثل أمريكي، ولد في 23 يونيو 1888 بشيكاغو في الولايات المتحدة، وتوفي في 24 أبريل 1961 في الولايات المتحدة.

## أعمال

### أفلام
- (1928) الجلبة

## وصلات خارجية
- لي موران على موقع IMDb (الإنجليزية)
- لي موران على موقع أول موفي (الإنجليزية)
- لي موران على موقع قاعدة بيانات الأفلام السويدية (السويدية)
- لي موران على موقع إن إن دي بي (الإنجليزية)
- لي موران على موقع قاعدة بيانات الفيلم (الإنجليزية)
- لي موران على موقع كينوبويسك (الروسية)